# Jan Zamorski
Jan Zamorski (ur. 24 maja 1874 w Głogowcu, zm. 22 września 1948 w Żywcu) – polski nauczyciel, społecznik, wydawca, działacz Ligi Narodowej, polityk Narodowej Demokracji.  Poseł do Reichsratu Przedlitawii (1907-1918), na Sejm Krajowy Galicji (1913-1918) i na Sejm Ustawodawczy oraz Sejm I kadencji w II RP z ramienia Związku Ludowo-Narodowego. W 1923 prezes Rady Naczelnej Związku Ludowo-Narodowego.

## Życiorys
Syn Kazimierza i Barbary z Wnęków. Po ukończeniu szkoły ludowej w Sieniawie uczył się w gimnazjum w Jarosławiu, naukę ukończył z wyróżnieniem. Ukończył romanistykę na Uniwersytecie Jagiellońskim. Rok 1897/98 dzięki stypendium rządowemu spędził w Paryżu. Od 1898 uczył w szkole realnej w Tarnopolu. Założyciel 135 czytelń Towarzystwa Szkoły Ludowej, 41 kółek rolniczych i 43 Kas Raiffeisena. Prezes Sokoła w Wiedniu i Tarnopolu (1902-1916).
Poseł do Reichsratu Przedlitawii (1907-1918) z okręgu 68 (Tarnopol-Zbaraż-Kozowa), na Sejm Krajowy Galicji (1913-1914) z okręgu Żywiec. Od 1910 członek Ligi Narodowej.  Założyciel Tygodnika Podolskiego i Głosu Polskiego. Na mocy testamentu politycznego ks. Stanisława Stojałowskiego otrzymał w 1911  tygodnik Wieniec-Pszczółka i przekształcił go w pismo endeckie. Przeniósł się wówczas do Bielska.
Po wybuchu I wojny  światowej internowany  przez władze austriackie jako zwolennik orientacji prorosyjskiej. W 1915 wcielony do armii austro-węgierskiej jako szeregowy i wysłany na front włoski, gdzie w 1916 dostał się do niewoli. Zwolniony z obozu jenieckiego na wniosek  Agencji Lozańskiej, rekrutował żołnierzy dla Armii Polskiej we Francji z Polaków - jeńców austriackich.
Po odzyskaniu niepodległości powrócił w 1919 do kraju i objął ponownie redakcję Wieńca-Pszczółki. Wszedł z do Sejmu Ustawodawczego  jako poseł z mandatu wyborczego do Reichsratu w Wiedniu, wobec nieprzeprowadzenia wyborów na terenie Galicji Wschodniej w konsekwencji toczącej się tam wojny polsko-ukraińskiej. Członek komisji zagranicznej i wojskowej Sejmu. Przewodniczący Komisji Śledczej do zbadania Okrucieństw Ukraińskich w Małopolsce wschodniej. W wyborach parlamentarnych w 1922 roku wybrany na  posła na  Sejm I kadencji z listy Chrześcijańskiego Związku Jedności Narodowej  z okręgu nr 54 (Tarnopol). 
W 1923 prezes Rady Naczelnej Związku-Ludowo-Narodowego, współpracownik Gazety Warszawskiej i Myśli Narodowej.
Po przewrocie majowym nie odgrywał już poważniejszej roli w życiu politycznym. Powrócił do zawodu nauczycielskiego. Po przejściu na emeryturę (1934) zamieszkał w Żywcu. W czasie okupacji niemieckiej uczestniczył w tajnym nauczaniu, po II wojnie światowej krótko pracował w szkole jako nauczyciel języka angielskiego.